# Порторико на Светском првенству у атлетици на отвореном 2017.
Порторико је учествовао на Светском првенству у атлетици на отвореном 2017. одржаном у Лондону од 4. до 13. августа шеснаести пут, односно учествовао је на свим првенствима до данас. Репрезентацију Порторика представљало је 3 атлетичара (2 мушкарца и 1 жена), који су се такмичили у две дисциплине.,
На овом првенству Порторико није освојио ниједну медаљу. Није било нових националних рекорда нити нових личних али је остварен један најбољи резултат сезоне.

## Учесници
| Мушкарци: - Андрес Ароио — 800 м - Рајан Санчез — 800 м - Хавијер Кулсон — 400 м препоне | Жене: - Грејс Клактон — 400 м препоне - Алисбет Феликс — Седмобој |  |

## Резултати

### Мушкарци
| Атлетичар      | Дисциплина    | Лични рекорд | Група    | Група      | Полуфинале            | Полуфинале            | Финале                | Финале       | Детаљи                                  |
| Атлетичар      | Дисциплина    | Лични рекорд | Резултат | Место      | Резултат              | Место                 | Резултат              | Место        | Детаљи                                  |
| -------------- | ------------- | ------------ | -------- | ---------- | --------------------- | --------------------- | --------------------- | ------------ | --------------------------------------- |
| Андрес Ароио   | 800 м         | 1:44,98      | 1:46,46  | 5. у гр. 1 | Нису се квалификовали | Нису се квалификовали | Нису се квалификовали | 19 / 44 (49) |                                         |
| Рајан Санчез   | 800 м         | 1:46,06      | 1:50,74  | 7. у гр. 3 | Нису се квалификовали | Нису се квалификовали | Нису се квалификовали | 41 / 44 (49) |                                         |
| Хавијер Кулсон | 400 м препоне | 47,72 НР     | 50,33    | 6. у гр. 1 | Нису се квалификовали | Нису се квалификовали | Нису се квалификовали | 27 / 36 (40) | Архивирано на веб-сајту (6. април 2018) |

### Жене
| Атлетичарка   | Дисциплина    | Лични рекорд | Квалификације | Квалификације | Полуфинале   | Полуфинале | Финале                | Финале       | Детаљи |
| Атлетичарка   | Дисциплина    | Лични рекорд | Резултат      | Место         | Резултат     | Место      | Резултат              | Место        | Детаљи |
| ------------- | ------------- | ------------ | ------------- | ------------- | ------------ | ---------- | --------------------- | ------------ | ------ |
| Грејс Клактон | 400 м препоне | 55,85        | 56,35 КВ      | 4. у гр. 5    | 56,40 (,396) | 5. у гр. 3 | Није се квалификовала | 16 / 49 (51) |        |

#### Седмобој
| Дисциплина    | Алисбет Феликс | Алисбет Феликс | Алисбет Феликс | Алисбет Феликс | Алисбет Феликс | Алисбет Феликс |
| Дисциплина    | Лични рекорд   | Резултат       | Бод.           | Плас.          | Укупно         | Плас.          |
| ------------- | -------------- | -------------- | -------------- | -------------- | -------------- | -------------- |
| 100 м препоне | 13,48          | 14,03 (,025)   | 974            | 24.            | 974            | 24.            |
| Скок увис     | 1,83           | 1,71           | 867            | 25.            | 1.841          | 26.            |
| Бацање кугле  | 11,66          | 10,82          | 583            | 29.            | 2.424          | 28.            |
| 200 м         | 24,31          | 25,38 (.375)   | 852            | 27.            | 3.276          | 28.            |
| Скок удаљ     | 6,34           | 5,86 ЛРС       | 807            | 23.            | 4.083          | 27.            |
| Бацање копља  | 40,17          | 39,56 ЛРС      | 659            | 24.            | 4.742          | 26.            |
| 800 м         | 2:14,01        | 2:18,68 ЛРС    | 842            | 18.            | 5.584          | 26.            |
| Седмобој      | 6.124          |                |                |                | 5.584, ЛРС     | 25 / 27 (31)   |